# TAT (авіакомпанія)
TAT — колишня регіональна французька авіакомпанія, яка існувала з 1968 по 1996 рік.
Базувалася в аеропорту Тур Валь-де-Луар , Тур, Франція.

## Історія
У липні 1989 року 35 % акцій ТАТ придбала Air France.

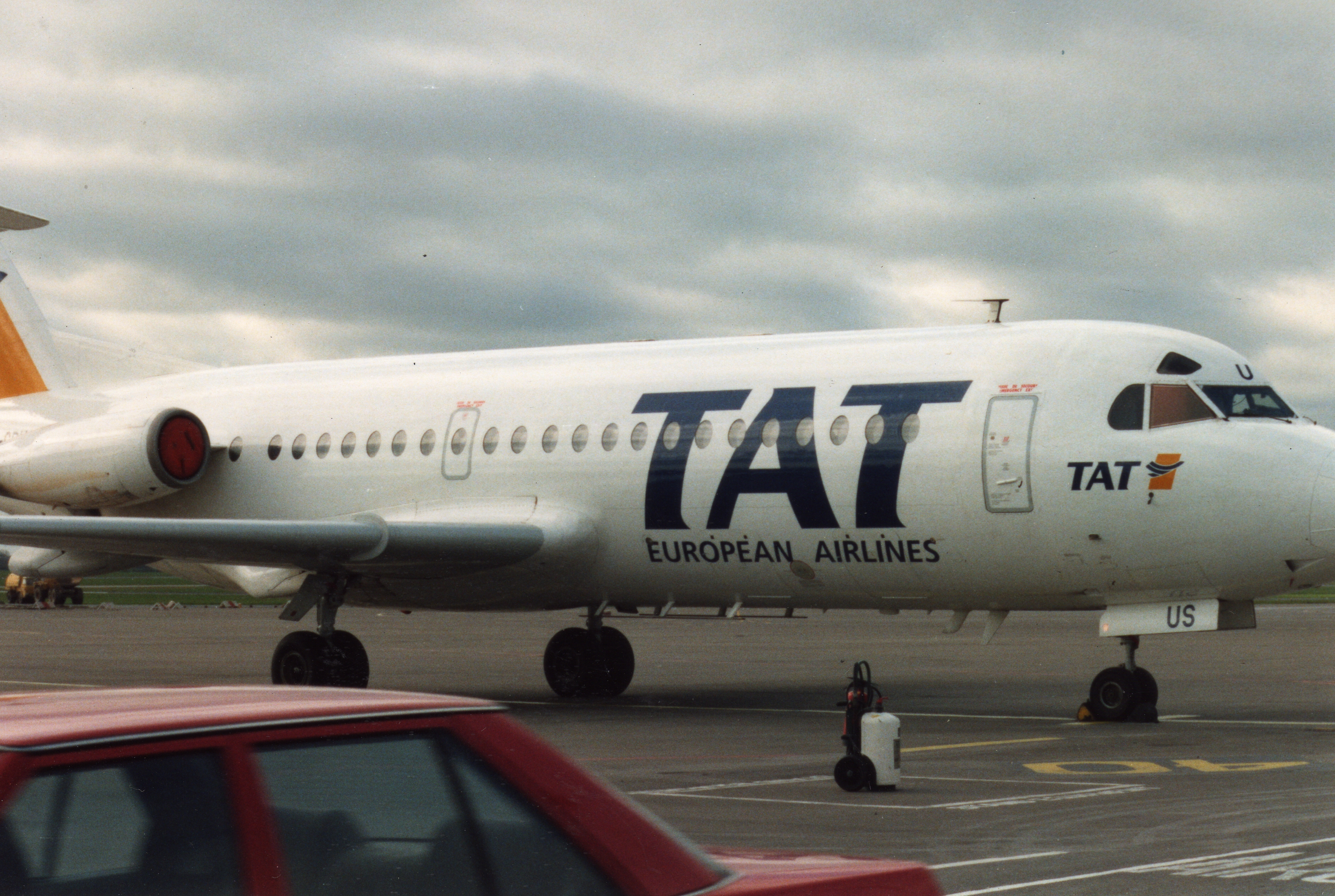
Fokker F28 авіакомпанії TAT в аеропорту Дубліна, 1993 рік

## Авіаподії
2 липня 1975 року літак Beechcraft Model 99 (реєстраційний номер F-BTQE), що вилітає з Нанта в Брест, розбився на зльоті через загоряння 2-го двигуна. В результаті літак впав на найближчу залізничну лінію. Всі вісім чоловік, що знаходяться на борту, в тому числі обидва пілота і шість пасажирів, що загинули.
5 липня 1979 року стоїть землі в аеропорту Париж-Шарль де Голль літак Fairchild F-27A (реєстраційний номер F-GBRS) з 18 пасажирами на борту в результаті інциденту було пошкоджено. Жоден з пасажирів літака не постраждав. Літак згодом був списаний як такий що, не підлягає ремонту.
4 вересня 1983 літак Beech 99 (реєстраційний номер F-BUYG) був пошкоджений при аварійній посадці в Турі. Про травми серед пасажирів літака не повідомлялося. Літак списаний як такий що, не підлягає ремонту.
Рано вранці 4 березня 1988 року літак Fairchild Hiller FH-227Bs компанії (реєстраційний номер F-GCPS), що виконує регулярний рейс 230 з Нансі в Париж-Орлі під час зниження раптово втратив керування через несправність електричної системи. Це, в свою чергу, викликало швидку втрату висоти. Літак ударився об лінію електропередач і розбився поблизу Фонтенбло. Загинули всі 23 осіб (два пілоти, один бортпровідник і 20 пасажирів).